# Staffan Lindeborg
Staffan Sven Thomas Lindeborg, född 27 januari 1951 i Ljungarums församling i Jönköpings län, är en svensk sportjournalist som huvudsakligen arbetat för Sveriges Television.

## Biografi
Staffan Lindeborg växte upp i Hovslätt strax söder om Jönköping.
Han började redan som 17-åring på Sveriges Radio i Jönköping (rekryterad av Stig Lidbecker) och var sedan sportchef och näringslivsreporter när lokalradion blev verklighet på 1970-talet. Han fortsatte därefter sin sportjournalistiska bana 1980, då han lockades av Lars-Gunnar Björklund till Göteborg och Tipsextra. Under 1980- och 1990-talen var han programledare och kommentator på Tipsextra tillsammans med bland andra Ingvar Oldsberg, Fredrik Belfrage och Leif Larsson.  Tillsammans med Leif Larsson delar han på titeln "mesta Tipsextra-kommentator" med 59 sändningar var ute i fält. Under en stor del av 1980-talet hördes han också i Radiosportens sändningar, men från 1987 har han tillhört TV-sportens stora redaktion. Han har varit huvudkommentator på TV-sporten för fotboll, ishockey, bordtennis och simning men valde själv att avsluta dessa uppdrag. Hans senaste/sista kommentatorsuppdrag var VM i simning i december 2018.
Lindeborg kommenterade fotbolls-VM 1990 t o m 2014 och fotbolls-EM från 1992 t o m 2016.  När NHL-spelarna tilläts delta på OS första gången 1998 blev Lindeborg även hockeykommentator och var det så länge som SVT Sport hade vinter-OS, dvs t o m Vancouver 2010. Under OS 1992 och 1994 var Lindeborg programledare i OS-studion i Stockholm och då också ansvarig för ishockeysändningarna. 
Lindeborg efterträdde Bengt Grive som TV-sportens bordtenniskommentator 1987 och tillsammans kommenterade de exempelvis Sveriges historiska lag-VM-guld i Dortmund 1989 – Sverige vann mot Kina med 5–0.
När Jönköping firade sitt 700-årsjubileum 1984 sändes en stor gala direkt i Sveriges Television. Lindeborg var då programledare tillsammans med sin tidigare klasskamrat Agnetha Fältskog. 
I december 2018 utsåg P4 Jönköping Lindeborg till Årets smålänning. 
Han gifte sig 1974 med Elisabeth Johansson (född 1953), och tillsammans har de två döttrar och en son. Paret skilde sig senare.